# Spielsimulation
Eine Spielsimulation, auch Planspiel genannt, ist ein Prognoseverfahren, welches komplexe betriebswirtschaftliche Zusammenhänge in überschaubare Spielwelten abbildet und diese so „begreifbar“ macht. Dabei sind Spielsimulationen vorwiegend als Brettplanspiel konzipiert, bei dem die Interaktion der Teilnehmer im Vordergrund steht.

## Teste das Spiel
Ist das Spiel ein Standardszenario (eine Entscheidungssituation, die vom eigenen Verhalten unabhängig ist), greifen:

- Historische Simulation
- Monte-Carlo-Simulation
- Faktorenanalyse

Ist das Spiel kein Standardszenario (eine Entscheidungssituation, in der mehrere Entscheider Einfluss auf das Resultat haben und ihre eigenen Interessen verfolgen), greifen:
- Geeignete Kombinationen von Standardtests
- Entscheidungsbaumalgorithmen
- Laborexperimente

## Was bewirken Spielsimulationen?
Kernfrage bei Spielsimulation ist immer ob Prozess und Inhalt zusammenpassen.

Die Simulation ermöglicht, Strategien zu durchdenken, zu erarbeiten und zu verbessern.
 Sie schafft Raum zur aktiven Gestaltung der Spiele.

Für gegebene Strategien ergeben sich neue Anwendungen, hingegen werden neue Strategien gefunden um das Spiel zu verändern.

Ebenso werden Lernprozesse für die Optimierung der Strategie zur Anpassung des Spiels an die Realität hervorgerufen.

## Spieltheorie
Spielmodelle unterstützen den Entscheider bei der systematischen Abschätzung der Folgen eigener oder fremder Entscheidungen.

Um auf Ereignisse, die eintreten könnten, vorbereitet zu sein, muss das komplette Bild im Voraus gedacht werden.
Analysieren bedeutet, sich in die Situation der Anderen zu versetzen, wie die Anderen das Spiel spielen. Dadurch werden Optionen erwogen, um Anfangsstrategien zu erkennen. Die Prämissen der Problemlösungen, die nachhaltige Werte schaffen, müssen ständig hinterfragt werden.

- Spieltheorie ist nach innen gerichtet ein Konfliktlösungsmodell (Konfliktaufstellung),
- nach außen orientiert ein Managementmodell

Spiele sind eine Vermittlungsinstanz, da sie über Zahlen Werte und Eigenschaften vermitteln.
Wenn sie empirisch fundiert sind, theoretisch sauber und kohärent, erzeugen sie Mehrwert und wirken sich auf Entscheidungen aus.
Sie verbessern Management, Kontrolle und Verständnis.

## Struktur der Methode
- Setting: Ausschnitt der Realität
- Rollen:  Verschiedene Teilnehmer aus unterschiedlichen Abteilungen oder Bereichen (homogen oder heterogen)
- Aktionsmöglichkeiten: Handlungsmöglichkeiten
- Zeit: wesentliche Verkürzung des Verfahrens, welches ansonsten in der Realität länger dauern würde
- Ort: räumlich und sachlich zusammengezogen
- Kommunikation: intensiv und direkt

## Militärische Anwendung
Das Militär nutzt Spielsimulationen im Rahmen von militärischen Planspielen wie beispielsweise Konfliktsimulationen oder Kriegsspiele.